# Herbert Butterfield
Sir Herbert Butterfield (Oxenhope, Yorkshire, 7 de outubro de 1900 —  Sawston, Cambridgeshire, 20 de julho de 1979) foi um historiador e filósofo da história britânico, lembrado sobretudo por seu livro The Whig Interpretation of History (1931).